# Dirk Kraijer
Dirk Warner Kraijer (Irnsum, 12 februari 1936 – Assen, 29 september 2007) was een Nederlands psycholoog en (ortho)pedagoog werkzaam in de zorg voor mensen met een verstandelijke beperking. Kraijer heeft binnen zijn werkgebied zeer veel gedaan voor de professionalisering van zowel de zorg als de psycholoog. Hij ontving daarvoor in 1994 een onderscheiding van het NIP.

## Levensloop en werk
Dirk Kraijer bezocht na de HBS-A de kweekschool in Utrecht, waar hij in 1957 de hoofdakte behaalde. Daarna studeerde hij aan de universiteit in diezelfde stad klinische en ontwikkelingspsychologie. Op 15 augustus 1964 trad hij als psycholoog in dienst bij Hendrik van Boeijenoord, een inrichting in Assen voor mensen met een verstandelijke beperking. Om ook in hun dagelijkse leefomgeving te mogen komen begon hij een maand later in zijn vrije tijd met een studie orthopedagogiek in Utrecht. Die rondde hij af in 1967.
In 1968 opende op Van Boeijenoord de Eekwal, een klinisch observatiecentrum voor de vier noordelijke provincies, met Kraijer als coördinator. In teamverband werd hier door deskundigen van verschillende disciplines een bijdrage geleverd aan diagnostiek, behandeling en advisering voor mensen met een verstandelijke beperking met vaak ernstig probleemgedrag. Omdat er weinig geschikte diagnostische instrumenten waren ontwikkelde Kraijer zelf vanuit de praktijk een aantal beoordelingsschalen, een geweldige klus omdat daarvoor veel proefpersonen nodig waren. Voor de statistische onderbouwing werkte hij samen met Gerard Kema van de universiteit in Groningen. Verder publiceerde hij regelmatig over uiteenlopende onderwerpen in de zorg voor mensen met een verstandelijke beperking, vanaf 1986 vooral over autismespectrumstoornissen in deze sector, waar eerder weinig aandacht voor was. In 1990 verscheen zijn 'autismeschaal' AVZ (later omgewerkt tot de AVZ-R) en in 1991 de eerste versie van zijn handboek over mensen met een verstandelijke beperking en dit bijkomende probleem. In 1992 promoveerde hij hierop bij de afdeling Kinder- en Jeugdpsychiatrie van de Rijksuniversiteit Groningen. In 1994 ontving hij van het Nederlands Instituut van Psychologen de senior-onderscheiding voor bijzondere verdiensten voor de beroepsuitoefening van de psychologie.
In 1993 ging hij met prepensioen. Hij behield echter een onbezoldigd dienstverband met Vanboeijen en bleef actief als onderzoeker. Samen met zijn opvolger op de Eekwal, de psycholoog Jan Plas, schreef hij het Handboek psychodiagnostiek en beperkte begaafdheid, waarvan de eerste versie verscheen in 1997. Met Annelies de Bildt, die in 2003 in Groningen op dit onderwerp promoveerde, bewerkte hij de Vineland-Z en de SRZ-i.

## Betekenis en opvattingen
Mensen met een verstandelijke beperking moeten volgens Dirk Kraijer de zorg krijgen die ze nodig hebben. Daarvoor vond hij een adequate beschrijving van elk individu een eerste vereiste. Hij zette zich daarom vanaf het begin van zijn werkzaamheden volop in om te voorzien in de leemte aan geschikt diagnostisch materiaal. Pionierswerk verrichtte hij met de publicatie van de SRZ in 1972. Daarnaast stimuleerde hij de kritische toepassing van bestaand testmateriaal en zette hij zich na een belangrijk inventariserend onderzoek onder collega’s tevens af tegen ondeskundig gebruik van testmateriaal.
De schalen die hij ontwikkelde kregen steeds op vrijwel alle punten de hoogste waardering, en werden intensief gebruikt, niet alleen binnen instellingen, maar ook door indicatiecommissies. In 2007, het jaar van zijn overlijden, waren van de Sociale Redzaamheidschaal door de jaren heen 422.000 formulieren verkocht, van de SRZ-P voor mensen van hoger niveau 206.000, van de Storend Gedragsschaal 125.000 en van de Schaal voor Motoriek 40.000 stuks. 
Behalve de kwaliteit van zijn instrumenten was het de praktische bruikbaarheid die tot dit succes leidde. Van de schaal voor Autisme en Verwante contactstoornissen bij Zwakzinnigen, die het laatst was uitgekomen, zijn vertalingen verschenen in het Duits, Frans, Engels, Italiaans, Arabisch, Mandarijn-Chinees, Japans en IJslands. Het Handboek Autismespectrumstoornissen en het Handboek Psychodiagnostiek werden standaardwerken. Van het Handboek Psychodiagnostiek, dat na Kraijers overlijden uitverkocht was, is na diverse bijdrukken in 2014 een geheel herziene vijfde druk verschenen.

## Tests
- D.W. Kraijer & G.N. Kema (1972). SRZ, Sociale Redzaamheidsschaal voor zwakzinnigen. Handleiding en formulieren. Amsterdam/Lisse: Swets & Zeitlinger.
  - In 1984 verscheen de schaal in een versie voor mensen met een verstandelijke beperking met een hoger niveau: SRZ-P, en in 2004 in een interviewversie voor kinderen: SRZ-i:
    - D.W. Kraijer & G.N. Kema (1984). Sociale Redzaamheidsschaal-Z voor hoger niveau. SRZ-P. Handleiding. Vierde, uitgebreide uitgave.. Amsterdam: Harcourt Assessment.
    - D.W. Kraijer, G.N. Kema & A.A. de Bildt (2004). SRZ/SRZ-i, Sociale Redzaamheidsschalen. Handleiding. . Amsterdam: Harcourt Test Publishers.

- D.W. Kraijer & G.N. Kema (1977) SGZ, Storend Gedragschaal voor zwakzinnigen. Handleiding en formulieren. Amsterdam/Lisse: Swets & Zeitlinger.
  - In 1994 verscheen een derde, herziene en uitgebreide uitgave: SGZ, Storend Gedragsschaal-Z. Handleiding. Lisse: Swets & Zeitlinger.

- D.W. Kraijer & G.N. Kema (1981) SMZ (schaal voor motoriek voor zwakzinnigen). Handleiding en formulieren. Amsterdam/Lisse: Swets & Zeitlinger
  - In 1994 verscheen een tweede, herziene en uitgebreide uitgave: SMZ, Schaal voor Motoriek-Z. Handleiding. Lisse: Swets & Zeitlinger.

- D.W. Kraijer (1990) AVZ (Autisme- en Verwante kontaktstoornissenschaal voor zwakzinnigen). Handleiding en formulieren.
  - In 2004 verscheen de AVZ-R, Autisme en Verwante stoornissenschaal-Z-Revisie. Handleiding. Vierde, weer uitgebreide uitgave. Amsterdam: Harcourt Test Publishers.
    - Vertalingen AVZ-R:
      - Engels (Dirk Kraijer): PDD-MRS 1997, aangepaste herdruk 2006
      - Duits (Peter Melchers en Dirk Kraijer): SEAS-M 2003, herdruk 2007.
      - Italiaans (Dirk Kraijer, Stefano Lassi, Giampaolo La Malfa): STA-DI 2006
      - Chinees (Taiwan) PDD-MRS: 2007
      - Arabisch, onderdeel van proefschrift van A. Bougoffa voor de universiteit van Monastir (Tunesïe), PDD-MRS: 2006
      - Frans, experimentele versie van de PDD-MRS: TED-RM, 2009.
- A.A. de Bildt & D.W. Kraijer (2003). Vineland-Z. Sociale redzaamheidsschaal voor kinderen en jeugdigen met een verstandelijke beperking. Handleiding. Leiden, PITS.

## Boeken
- D.W. Kraijer (1978). Test- en schaalgebruik in de zwakzinnigenzorg. Amsterdam/Lisse: Swets & Zeitlinger.
- D.W. Kraijer (1991). Zwakzinnigheid, autisme en aan autisme verwante contactstoornissen. Aspecten van classificatie, diagnostiek, prevalentie, specifieke problematiek, opvoeding en behandeling. Amsterdam/Lisse: Swets & Zeitlinger
  - In 1994 verscheen er een sterk herziene en uitgebreide uitgave (met AVZ-R), hiervan verscheen in 1997 een Engelse editie: Autism and Autistic-Like Disorders in Mental Retardation. Uitgegeven door Garland Science.
  - In 2004 verscheen de 4e druk, een opnieuw sterk herziene uitgave getiteld: Handboek autismespectrumstoornissen en verstandelijke beperking. Amsterdam, Harcourt Test Publishers.
- D.W. Kraijer & J.J. Plas (1997). Psychodiagnostiek in de zorg voor verstandelijk gehandicapte mensen. classificatie, test- en schaalgebruik. Lisse: Swets & Zeitlinger.
  - In 2006 verscheen een 4e herziene uitgave getiteld: Handboek psychodiagnostiek en verstandelijke beperking bij Pearson, Amsterdam.
  - In 2014 verscheen een 5e geheel herziene uitgave getiteld: Handboek psychodiagnostiek en beperkte begaafdheid.